# Girabola de 2000
O Girabola de 2000 foi a 22ª temporada do Campeonato Nacional de Seniores, o principal campeonato de futebol em Angola. A temporada correu entre 18 de Março e 5 de Novembro de 2000. Primeiro de Agosto disputou o campeonato como defensor do título. O campeonato foi disputado por um total de 14 equipas, onde as últimas 3 foram rebaixadas para o Gira Angola de 2001.[carece de fontes?]
O Petro de Luanda foi coroado campeão, conquistando o 12º título, enquanto a ARA da Gabela, Sporting de Cabinda e o Sporting do Bié, foram rebaixados.[carece de fontes?]
Blanchard, do Benfica de Luanda, foi o artilheiro com 19 gols.

## Mudanças
Rebaixados em 1999: Independente do Tômbwa e Progresso do Sambizanga[carece de fontes?]
 Retirou-se: Cambondo do Malanje. 
 Promovidos em 1999: ARA da Gabela e Sporting do Bié[carece de fontes?]
- Nota: A partir desta temporada, até a temporada de 2009, e Girabola foi disputado por 14 equipas, em vez de 16.

## Participantes
Um total de 14 equipas participaram desta edição do campeonato, foram elas:[carece de fontes?]
- Académica
- ARA da Gabela
- ASA
- Benfica de Luanda
- FC Cabinda
- Interclube
- Petro de Luanda
- Petro do Huambo
- Sagrada Esperança
- Sonangol
- Sporting de Cabinda
- Sporting do Bié
- 11 Bravos
- 1º de Agosto

## Formato
O Girabola de 2000 foi disputado por quatorze clubes em dois turnos. Em cada turno, todos os times jogaram entre si uma única vez. Não há campeões por turnos, sendo declarado campeão angolano o time que obtiver o maior número de pontos após as 26 jornadas. Ao final da competição, o campeão assegurou uma vaga na Liga dos Campeões da CAF de 2001, o vice-campeão, por sua vez, classificou-se à Copa da CAF de 2001, e os três últimos foram despromovidos para a Girangola do ano seguinte. As demais equipas permanecem na divisão principal de futebol do ano de 2001.[carece de fontes?]

## Classificação
| Pos | Equipe                  | Pts | J  | V  | E | D  | GP | GC | SG  | Classificação ou descenso                    |
| --- | ----------------------- | --- | -- | -- | - | -- | -- | -- | --- | -------------------------------------------- |
| 1   | Petro de Luanda (C)     | 63  | 26 | 20 | 3 | 3  | 65 | 16 | +49 | Qualificação para a Liga dos Campeões da CAF |
| 2   | ASA                     | 44  | 26 | 13 | 5 | 8  | 47 | 29 | +18 | Qualificação para a Copa da CAF              |
| 3   | Petro do Huambo         | 42  | 26 | 12 | 6 | 8  | 28 | 23 | +5  |                                              |
| 4   | Primeiro de Agosto      | 40  | 26 | 11 | 7 | 8  | 33 | 19 | +14 |                                              |
| 5   | Interclube              | 40  | 26 | 12 | 4 | 10 | 30 | 27 | +3  | Qualificado para a Recopa Africana de 2001   |
| 6   | Sonangol do Namibe      | 39  | 26 | 11 | 6 | 9  | 32 | 30 | +2  |                                              |
| 7   | Académica do Lobito     | 36  | 26 | 10 | 6 | 10 | 28 | 35 | −7  |                                              |
| 8   | Benfica de Luanda       | 35  | 26 | 11 | 2 | 13 | 36 | 45 | −9  |                                              |
| 9   | Sagrada Esperança       | 33  | 26 | 9  | 6 | 11 | 21 | 30 | −9  |                                              |
| 10  | Onze Bravos             | 33  | 26 | 8  | 9 | 9  | 29 | 34 | −5  |                                              |
| 11  | FC de Cabinda           | 32  | 26 | 8  | 8 | 10 | 24 | 31 | −7  |                                              |
| 12  | Sporting de Cabinda (R) | 31  | 26 | 8  | 7 | 11 | 28 | 29 | −1  | Rebaixado para o Girabola 2001               |
| 13  | ARA da Gabela (R)       | 20  | 26 | 6  | 2 | 18 | 23 | 46 | −23 | Rebaixado para o Girabola 2001               |
| 14  | Sporting do Bié (R)     | 18  | 26 | 5  | 3 | 18 | 20 | 50 | −30 | Rebaixado para o Girabola 2001               |

1. ↑  Qualificado para o campeonato mencionado, por meio da Taça de Angola de 2001.[carece de fontes?]
2. ↑  Nome mudou posteriormente para Atlético do Namibe
3. ↑  Nome mudou posteriormente para Bravos do Maquis

## Resultados
| Mandante \ Visitante | 11B | ACL | ARA | ASA | BEN | FCC | INT | PET | PHU | PRI | SAG | SON | SCB | SCC |
| -------------------- | --- | --- | --- | --- | --- | --- | --- | --- | --- | --- | --- | --- | --- | --- |
| 11 Bravos            | —   | 1–1 | 2–1 | 2–2 | 2–0 | 2–1 | 1–1 | 1–0 | 0–0 | 0–1 | 1–0 | 3–1 | 3–2 | 1–0 |
| Académica do Lobito  | 1–0 | —   | 3–2 | 1–0 | 1–0 | 2–0 | 0–0 | 1–0 | 0–0 | 0–0 | 2–0 | 1–1 | 4–0 | 1–0 |
| ARA da Gabela        | 1–0 | 2–1 | —   | 0–2 | 2–2 | 4–0 | 0–3 | 2–2 | 0–1 | 1–0 | 0–1 | 0–1 | 2–0 | 0–1 |
| ASA                  | 4–2 | 2–0 | 4–1 | —   | 3–1 | 1–0 | 5–2 | 1–2 | 1–1 | 2–1 | 1–0 | 2–0 | 3–2 | 2–2 |
| Benfica de Luanda    | 2–1 | 5–1 | 1–0 | 2–1 | —   | 2–1 | 2–0 | 0–6 | 3–2 | 0–1 | 1–2 | 4–2 | 4–1 | 1–0 |
| FC de Cabinda        | 3–0 | 2–1 | 2–3 | 1–0 | 1–2 | —   | 1–0 | 0–3 | 1–0 | 1–0 | 1–0 | 0–0 | 3–2 | 1–1 |
| Interclube           | 2–1 | 3–1 | 0–0 | 1–3 | 1–0 | 2–1 | —   | 0–3 | 1–0 | 0–1 | 1–0 | 0–2 | 3–1 | 1–0 |
| Petro de Luanda      | 2–1 | 6–1 | 6–1 | 2–1 | 3–0 | 1–1 | 1–0 | —   | 2–1 | 1–0 | 4–1 | 3–0 | 5–0 | 2–1 |
| Petro do Huambo      | 1–1 | 2–0 | 3–0 | 1–0 | 2–1 | 2–0 | 1–1 | 0–2 | —   | 1–0 | 1–0 | 3–1 | 2–1 | 1–0 |
| Primeiro de Agosto   | 1–1 | 2–1 | 3–0 | 1–0 | 5–0 | 1–1 | 0–2 | 0–0 | 0–2 | —   | 5–1 | 4–1 | 4–0 | 1–1 |
| Sagrada Esperança    | 1–1 | 2–2 | 2–1 | 1–0 | 1–0 | 0–0 | 0–3 | 2–1 | 3–0 | 0–0 | —   | 1–0 | 1–1 | 1–0 |
| Sonangol do Namibe   | 1–1 | 0–1 | 3–0 | 2–2 | 1–1 | 0–0 | 1–0 | 1–2 | 2–1 | 2–0 | 3–0 | —   | 1–0 | 2–0 |
| Sporting do Bié      | 0–0 | 1–0 | 1–0 | 1–5 | 3–1 | 1–0 | 1–3 | 0–3 | 0–0 | 0–1 | –   | 0–1 | —   | 2–0 |
| Sporting de Cabinda  | 5–1 | 4–1 | 2–1 | 0–0 | 2–1 | 1–1 | 1–0 | 0–3 | 3–0 | 1–1 | 1–1 | 1–3 | 1–0 | —   |

## Estatísticas

### Artilheiro
- Blanchard [carece de fontes?]

## Campeões
| Girabola de 2000                                  |
| ------------------------------------------------- |
|                                                   |
| Atlético Petróleos de Luanda Campeão (12º título) |